# 普菲茨纳-莫法特氧化反应
普菲茨纳－莫法特氧化反应（Pfitzner-Moffatt氧化反应、Moffatt氧化反应）以二甲基亚砜（DMSO）和碳二亚胺（失水剂，如二环己基碳二亚胺(DCC)）混合物作氧化剂，经由烷氧基锍叶立德中间体，将一级和二级醇氧化为醛或酮。

该反应已被副产物更少、产率更高的Swern氧化反应所取代。关于该反应的综述，参见：。